# Оскарі Мантере
Оскарі Мантере (фін. Oskari Mantere; 1874 —1942) — фінський педагог, просвітитель, державний і політичний діяч, 16-ий прем'єр-міністр Фінляндії.

## Життєпис
прем'єр-міністр Фінляндії, міністр соціальних справ Фінляндії, заступника міністра освіти Фінляндії, депутат парламенту Фінляндії.
Закінчив Гельсінський університет у 1899 і отримав ступінь бакалавра філософії, після чого викладав у школі в Гельсінкі фінську мову.
Захистив у 1907 дисертацію з історії та методології освіти, розробив проект реформи освіти в країні, яка не була здійснена при його житті, а реально була проведена лише в 1960-ті.
З 1924 аж до своєї смерті був директором шкільної ради.
З 1919 по 1938 — депутат парламенту Фінляндії від Національної прогресивної партії.
З листопада 1922 по січень 1924 обіймав посаду міністра соціальних справ в першому кабінеті Кюесті Калліо, з травня 1924 по березень 1925 — заступника міністра освіти в кабінеті Лаурі Інґмана.
З 22 грудня 1928 по 16 серпня 1929 — прем'єр-міністр коаліційного уряду (Національної прогресивної і Національної коаліційної партій) .
З грудня 1932 по жовтень 1936 —міністром освіти в кабінеті Тойво Ківімякі. На цій посаді також був делегатом у 1933 на конференції Ліги Націй в Женеві.